# Społeczna Organizacja Samoobrony
Społeczna Organizacja Samoobrony (SOS) – polska organizacja podziemna działająca w latach 1942–1944. Powstała w październiku 1942 w Warszawie z połączenia około dwudziestu mniejszych organizacji i funkcjonowała do wybuchu powstania warszawskiego.
W skład SOS wchodziły m.in.:
- Front Odrodzenia Polski (Zofia Kossak-Szczucka)
- "Pobudka" (Witold Rościszewski z przedwojennego ONR)
- Polski Związek Wolności
- Chłopska Organizacja Wolności „Racławice”
- Związek Odbudowy Rzeczypospolitej
- Stronnictwo Demokratyczne
- Konwent Organizacji Niepodległościowych
- Ojczyzna
- Polski Ruch Zjednoczenia Słowian.

Wojskowo SOS była podporządkowana Związkowi Walki Zbrojnej, a później AK, zaś cywilnie współpracowała z Kierownictwem Walki Cywilnej. Przedstawiciel SOS brał także udział w obradach Politycznego Komitetu Porozumiewawczego. 
Według Stefana Korbońskiego powstanie SOS wiązało się z aspiracjami ZWZ do utworzenia ciała politycznego konkurencyjnego wobec PKP, który reprezentował partie polityczne. 
W relacji Korbońskiego, w skład zarządu SOS (który brał udział w spotkaniach ze ścisłym kierownictwem podziemia, m.in. z Stefanem "Grotem" Roweckim) wchodził Jerzy Mostowicz, wiceprzewodniczący Polskiego Ruchu Zjednoczenia Słowian. Okazał się on być agentem gestapo i zlikwidowany został przez Witolda Rościszewskiego.
Przewodniczącymi SOS byli kolejno Mieczysław Bilek (dyrektor przedwojennego Banku Gospodarstwa Krajowego) i Jakub Krasowski. Organizacja wydawała pismo "Komunikat SOS".